# Ахзарит

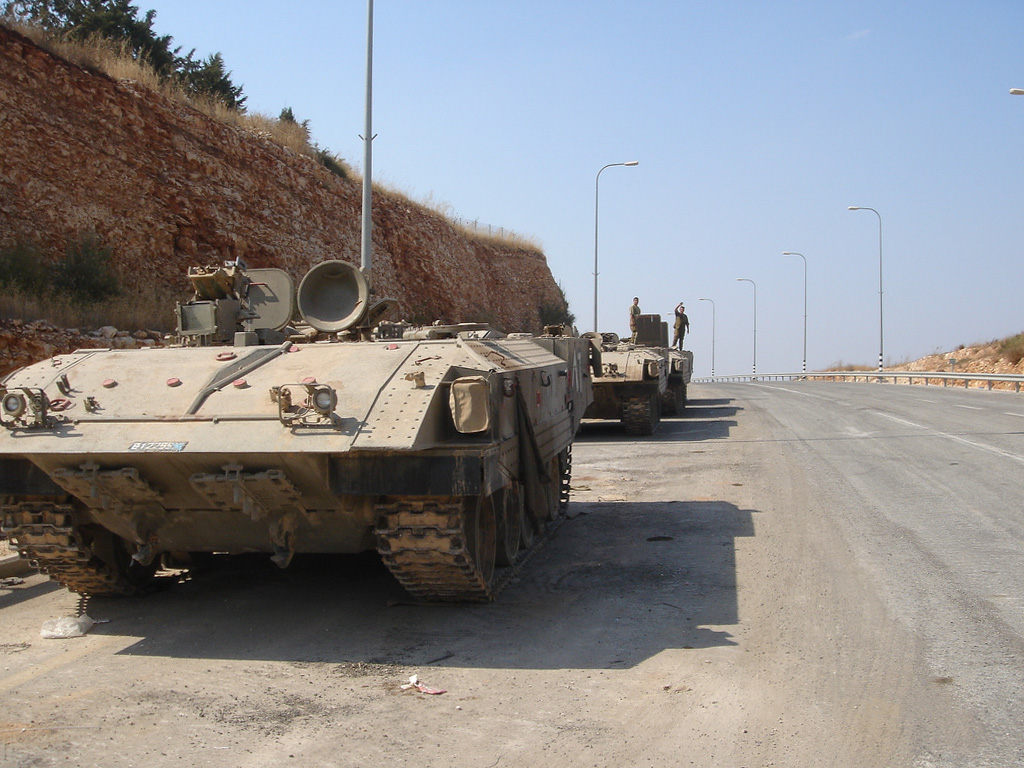
Ахзарит на севере Израиля, 2006 год

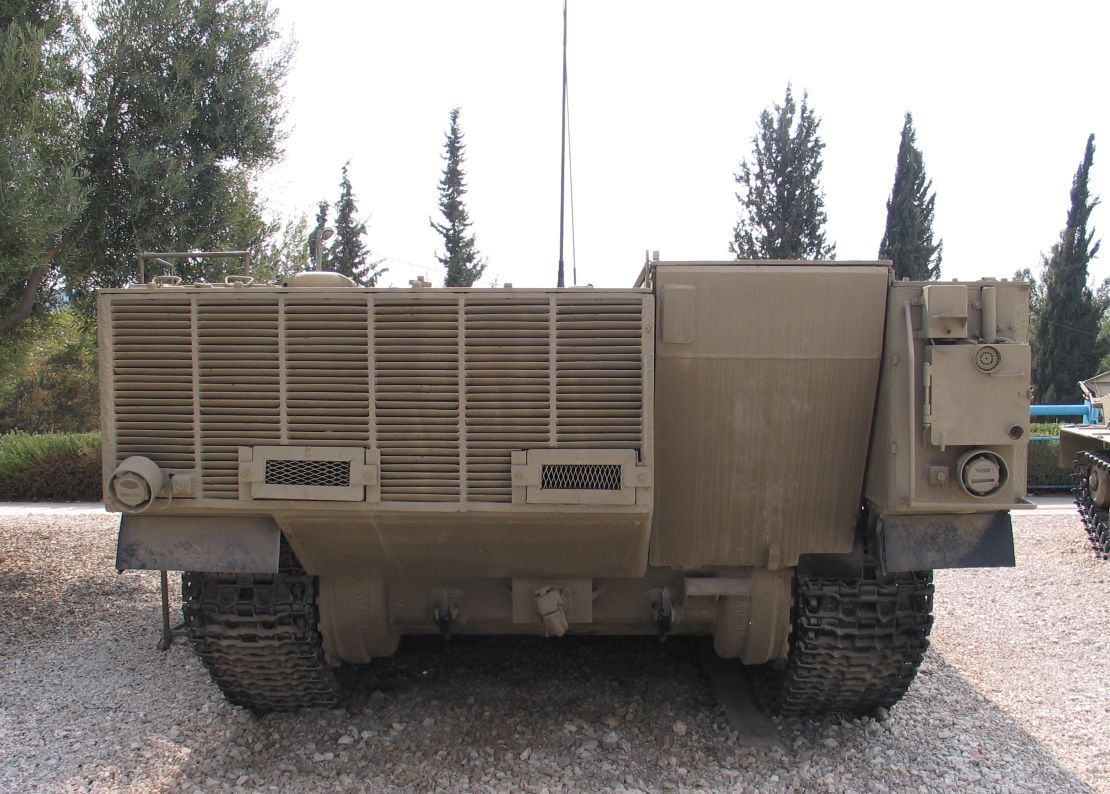
Уникальная конструкция кормовой двери увеличивает её высоту за счёт подъёма части крыши

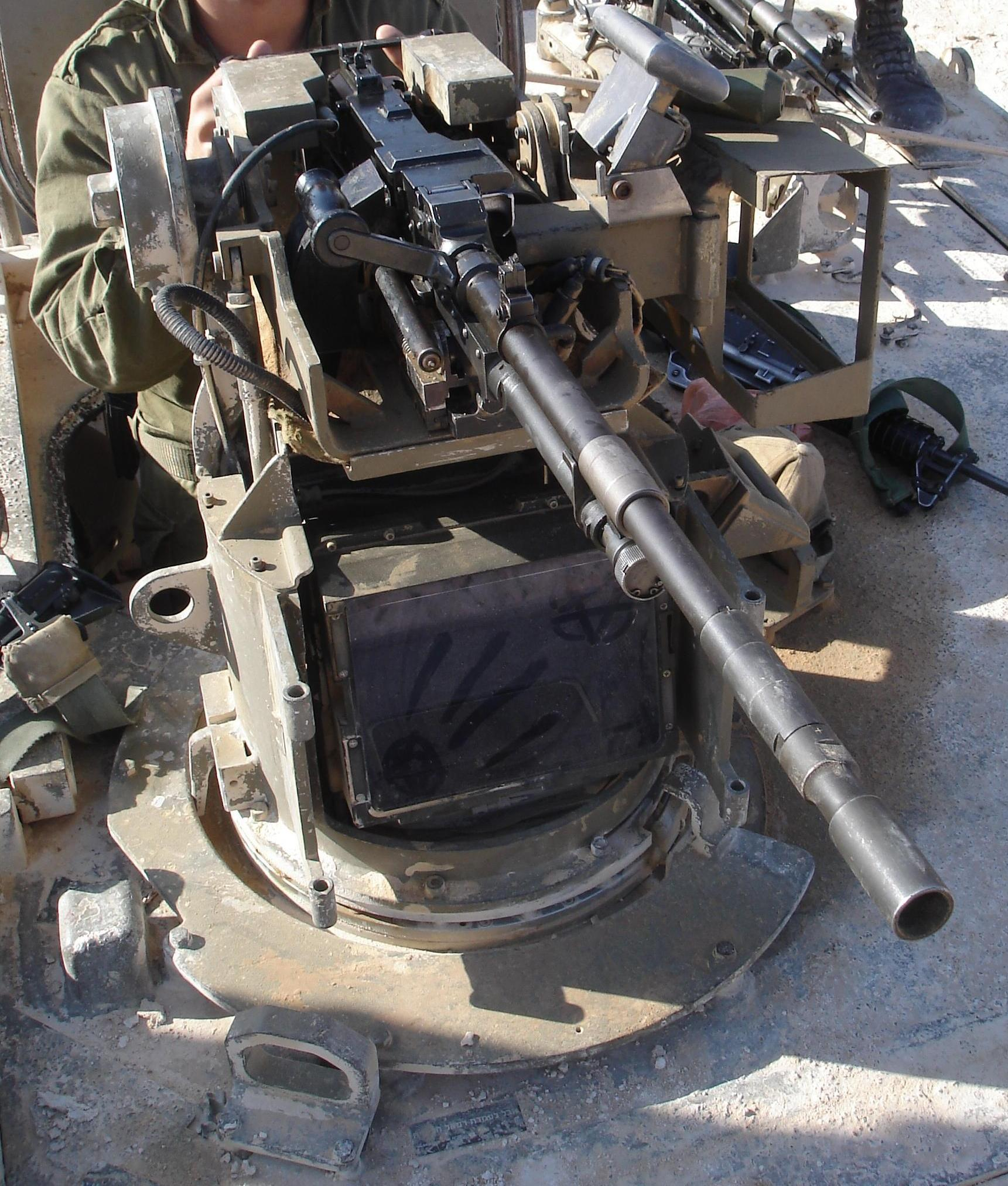
7,62-мм пулемёт FN MAG на турельной установке

«Ахзарит» (ивр. אכזרית‎ — «жестокая») — израильский тяжёлый гусеничный бронетранспортёр на базе трофейных танков Т-54 и Т-55, захваченных у арабских стран.

## История создания
Сложившаяся в Израиле ситуация с регулярными перебоями в снабжении государства оборонной техникой приучила израильских оборонщиков к бережному использованию имеющегося вооружения, военной техники и оборудования. Многие образцы бронетехники были многократно модернизированы, а когда дальнейшая модернизация становилась невозможна — переоборудованы в другие разновидности бронетехники. Не остались без дела и многие трофейные машины, захваченные во многочисленных конфликтах, в том числе сотни Т-54/55, переделанные в танк ТИ-67. Ценя жизнь солдата выше сохранности техники, Израиль создал серию тяжёлых танков «Меркава», которые имеют необычную переднемоторную компоновку с кормовым люком, позволяющим более безопасную выгрузку экипажа в случае попадания под огонь неприятеля. Во время Израильско-ливанского конфликта 1982 г. эти танки (со снятыми стеллажами) были использованы в качестве БТР, что подтвердило ценность подобной техники с её устойчивостью к поражению средствами противотанкового оружия с кумулятивным боеприпасом. После продолжительных испытаний тяжёлых БТР, сделанных из переоборудованных корпусов различных танков, таких как британский «Центурион» и «Меркава», «Ахзарит» был принят на вооружение армией обороны Израиля и запущен в производство в 1988 году.
БТР производится Службой вооружений армии обороны Израиля, первые опытные образцы были изготовлены в 1987 году, серийное производство началось в 1988 году. По состоянию на 2011 год, в БТР переоборудовано до 500 танков.

## Описание конструкции
БТР «Ахзарит» создан на основе шасси и корпуса танка T-54/55 со снятой башней.
Силовая установка и трансмиссия заменены: ранее установленный на T-54/55 советский дизельный двигатель заменён более компактным и мощным 8-цилиндровым дизельным двигателем «General Motors», что освободило место между правым бортом танка и двигателем для коридора к кормовой двери, также установлена новая гидромеханическая трансмиссия «Allison».
Корпус существенно переоборудован: добавлен отсек для пехотного десанта, сзади по правому борту корпуса установлена кормовая бронедверь. Конструктивно дверь отделения десанта представляет собой откидывающуюся аппарель. Уникальная конструкция кормовой двери увеличивает её высоту (за счёт подъёма при помощи гидропривода части крыши при открытии двери) и позволяет спешивание десанта «с разбегу» (а не ползком), и даже без остановки машины. Кроме того, приоткрытая дверь образует амбразуру для наблюдения и обстрела «мёртвой зоны» за машиной.
Каждый член экипажа (командир, механик-водитель и наводчик) имеет свой люк. Крышка люка командира машины представляет собой сводчатый купол и может быть поднята наполовину, чтобы улучшить визуальный обзор местности. Позади трех люков для экипажа в крыше корпуса БТР расположены два люка для десантников: один находится в центре десантного отсека, второй расположен слева и сзади от него.
Без башни корпус Т-54/55 весил 27 тонн, к этому дополнительно добавлено 17 тонн брони. В сочетании с низким силуэтом машины это позволило обеспечить исключительно высокий уровень защиты БТР. Броневая защита корпуса дополнительно усилена накладными перфорированными стальными листами с карбоновыми волокнами, установлен также комплект динамической защиты. Прочие внутренние системы также модернизированы.
Вместо пушки установлен 7,62-мм пулемёт FN MAG на турельной установке OWS (Overhead Weapon System) производства фирмы «Рафаэль» (с дистанционным управлением, это снижает риск его использования для экипажа). Также установлена термодымовая аппаратура, создающая дымовую завесу путём впрыска топлива в выхлопной коллектор.

### Серийные образцы

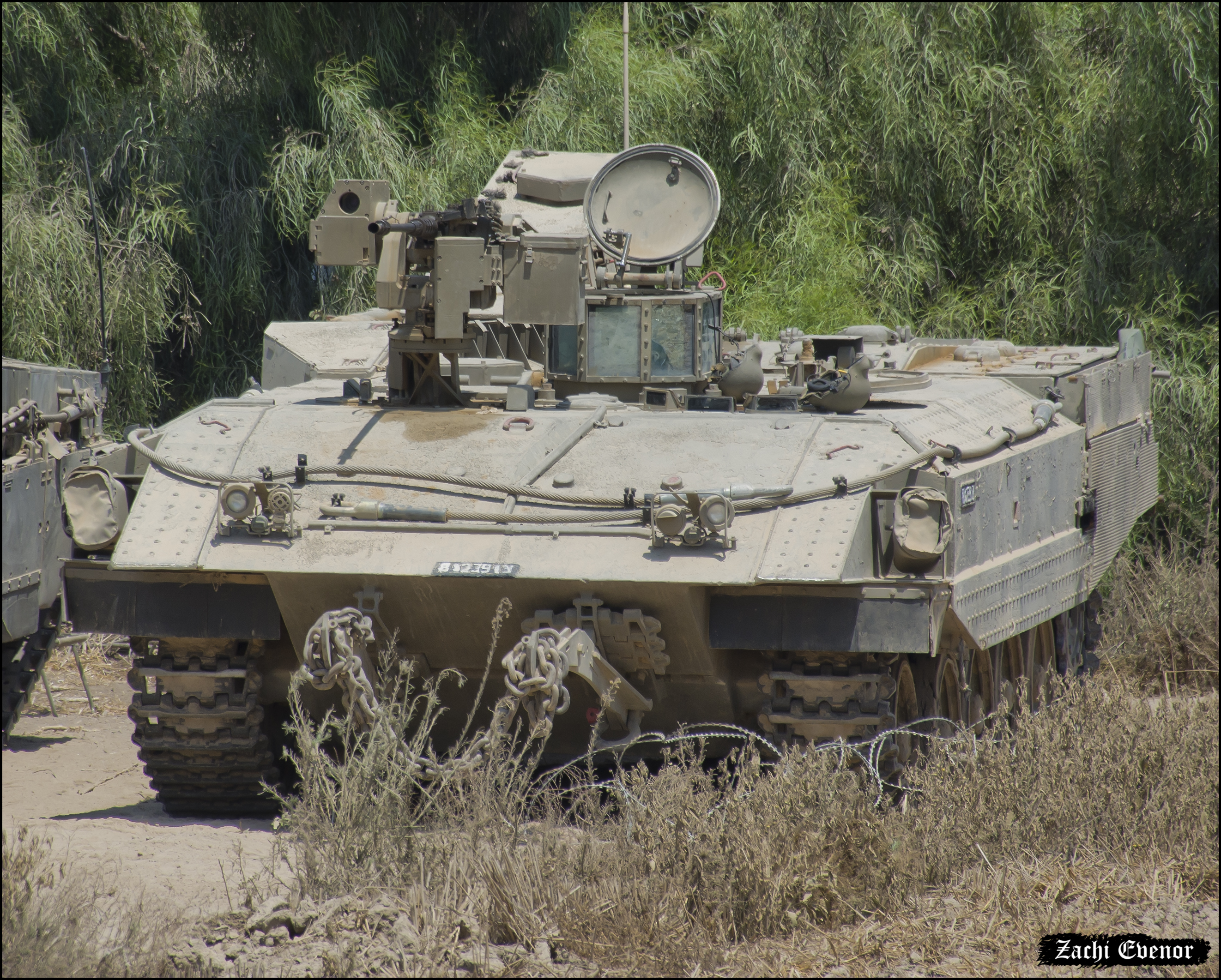
«Ахзарит» Mk.2

- «Ахзарит» Mk.1 — установлен двигатель мощностью 650 л. с.
- «Ахзарит» Mk.2 — установлен двигатель мощностью 850 л. с.
- на некоторые бронетранспортёры вместо 7,62-мм дистанционно управляемого пулемёта установлен 12,7-мм дистанционно управляемый пулемёт.
- бронированная медико-санитарная машина на базе «Ахзарит» — создана в 2005 году.[2]
- Командно-штабная машина

## Боевое применение

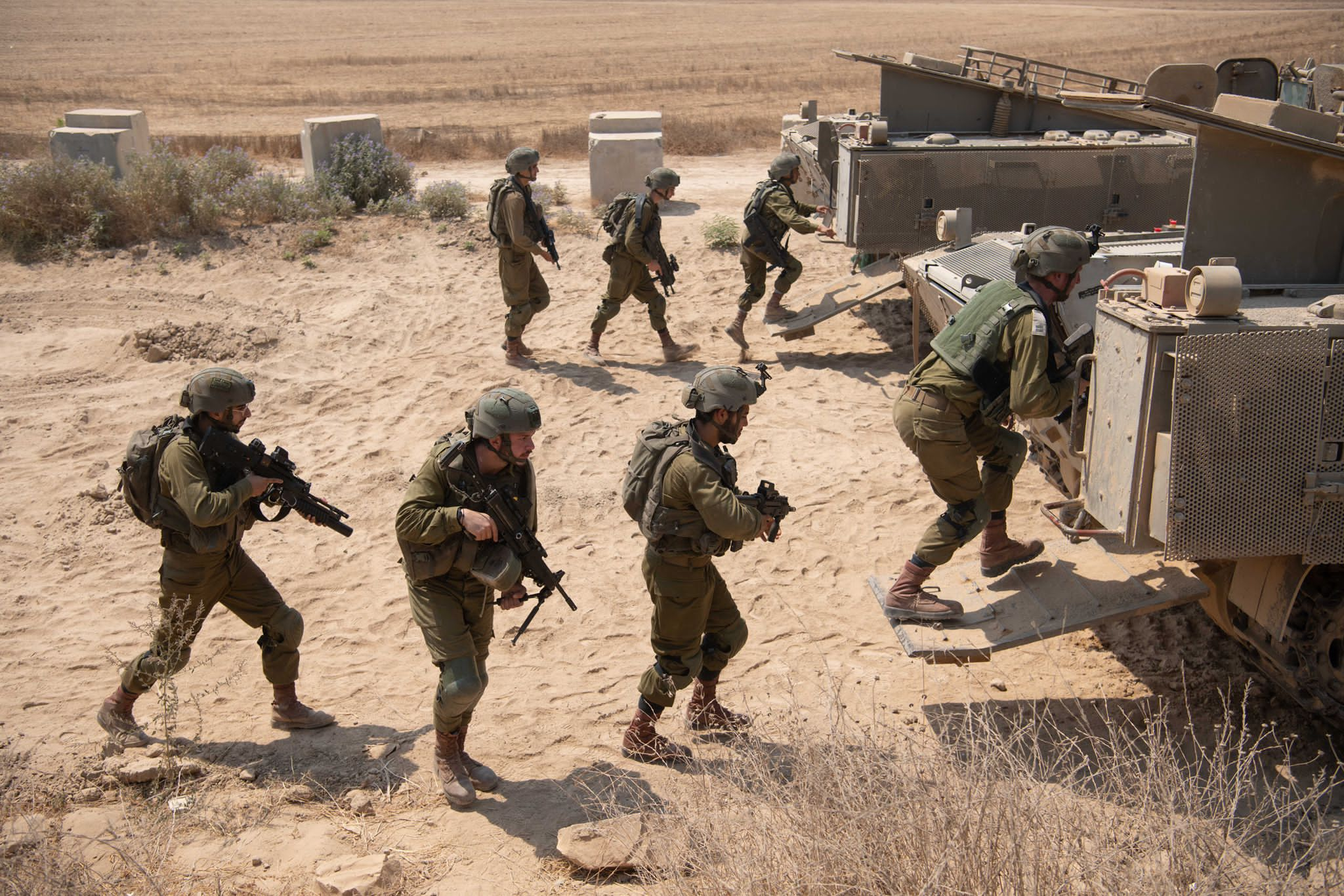
Операция «Рассвет», 2022 год

«Ахзарит» находится на вооружении армии Израиля и применяется в городских условиях, в которых устаревшие бронетранспортёры Zelda (на базе американского бронетранспортёра М113) не столь эффективны из-за применяемых боевиками противотанковых гранатомётов. Используется в пехотных бригадах Голани и Гивати.

## Операторы
- Израиль — около 100 единиц, по состоянию на 2022 год[5]

## Преемники
Хотя «Ахзарит» по-прежнему остается одним из наиболее защищенных бронетранспортеров с точки зрения брони, Силы обороны Израиля все же видели возможности для улучшения. Они были реализованы в преемнике Ахзарита, бронетранспоре «Намер». Намер (ивр. נמ"ר‎ — леопард; сокр. от ивр. נגמ"ש מרכבה‎ [Нагмаш Меркава] — бронетранспортёр Меркава) — тяжелый БТР израильского производства. Этот БТР разработан на шасси танка «Меркава Мк.4» и является израильской разработкой.
В Армии обороны Израиля имеются на вооружении и другие БТР, созданные на шасси танков:
- Пума — тяжелый инженерный БТР израильского производства. Этот БТР разработан на корпусе танка Centurion Shot (израильское название английского ОБТ «Центурион») и подвески танка Меркава Мк2.